# Lotononis
Lotononis, biljni rod iz porodice mahunarki raširen ponajviše po istočnoj i južnoj Africi, dijelovima južne Europe (Bugarska, Grčka), i Maloj Aziji. 
Pripada mu 99 vrsta trajnica i jednogodšnjeg raslinja.

## Vrste
1. Lotononis acocksii B.-E.van Wyk
2. Lotononis acuminata Eckl. & Zeyh.
3. Lotononis acutiflora Benth.
4. Lotononis alpina (Eckl. & Zeyh.) B.-E.van Wyk
5. Lotononis amajubica (Burtt Davy) B.-E.van Wyk
6. Lotononis anthyllopsis B.-E.van Wyk
7. Lotononis arenicola Schltr. ex De Wild.
8. Lotononis argentea Eckl. & Zeyh.
9. Lotononis azurea Benth.
10. Lotononis azureoides B.-E.van Wyk
11. Lotononis bachmanniana Dümmer
12. Lotononis brachyantha Harms
13. Lotononis brevicaulis B.-E.van Wyk
14. Lotononis burchellii Benth.
15. Lotononis caerulescens (E.Mey.) B.-E.van Wyk
16. Lotononis carnea B.-E.van Wyk
17. Lotononis carnosa (Eckl. & Zeyh.) Benth.
18. Lotononis complanata B.-E.van Wyk
19. Lotononis comptonii B.-E.van Wyk
20. Lotononis crumaniana Burch. ex Benth.
21. Lotononis curtii Harms
22. Lotononis dahlgrenii B.-E.van Wyk
23. Lotononis delicata (Baker f.) Polhill
24. Lotononis densa (Thunb.) Harv.
25. Lotononis dichiloides Sond.
26. Lotononis dissitinodis B.-E.van Wyk
27. Lotononis divaricata Benth.
28. Lotononis elongata (Thunb.) D.Dietr.
29. Lotononis eriocarpa (E.Mey.) B.-E.van Wyk
30. Lotononis evansiana Burtt Davy
31. Lotononis exstipulata L.Bolus
32. Lotononis falcata Benth.
33. Lotononis fastigiata (E.Mey.) B.-E.van Wyk
34. Lotononis filiformis B.-E.van Wyk
35. Lotononis fruticoides B.-E.van Wyk
36. Lotononis galpinii Dümmer
37. Lotononis genistoides (Fenzl) Benth.
38. Lotononis glabra (Thunb.) Druce
39. Lotononis glabrescens (Dümmer) B.-E.van Wyk
40. Lotononis gracilifolia B.-E.van Wyk
41. Lotononis harveyi B.-E.van Wyk
42. Lotononis holosericea (E.Mey.) B.-E.van Wyk
43. Lotononis involucrata (P.J.Bergius) Benth.
44. Lotononis jacottetii (Schinz) B.-E.van Wyk
45. Lotononis lamprifolia B.-E.van Wyk
46. Lotononis laxa Eckl. & Zeyh.
47. Lotononis lenticula Benth.
48. Lotononis leptoloba Bolus ex Schltr.
49. Lotononis linearifolia B.-E.van Wyk
50. Lotononis listioides Dinter & Harms
51. Lotononis lotononoides (Scott Elliot) B.-E.van Wyk
52. Lotononis macroloba B.-E.van Wyk & Kolberg
53. Lotononis macrosepala Conrath
54. Lotononis maculata Dümmer
55. Lotononis maximiliani Schltr. ex De Wild.
56. Lotononis meyeri (C.Presl) B.-E.van Wyk
57. Lotononis micrantha (Thunb.) Eckl. & Zeyh.
58. Lotononis minor Dümmer & A.J.Jenn.
59. Lotononis monophylla Harv.
60. Lotononis nutans B.-E.van Wyk
61. Lotononis oxyptera (E.Mey.) Benth.
62. Lotononis pachycarpa Dinter ex B.-E.van Wyk
63. Lotononis pallens Benth.
64. Lotononis pallidirosea Dinter & Harms
65. Lotononis parviflora (P.J.Bergius) D.Dietr.
66. Lotononis perplexa (E.Mey.) Eckl. & Zeyh.
67. Lotononis pottiae Burtt Davy
68. Lotononis prolifera (E.Mey.) B.-E.van Wyk
69. Lotononis prostrata (Burm.f.) Benth.
70. Lotononis pseudodelicata (Torre) Polhill
71. Lotononis pulchella (E.Mey.) B.-E.van Wyk
72. Lotononis pumila Eckl. & Zeyh.
73. Lotononis pungens Eckl. & Zeyh.
74. Lotononis purpurescens B.-E.van Wyk
75. Lotononis rabenaviana Dinter & Harms
76. Lotononis racemiflora B.-E.van Wyk
77. Lotononis rigida (E.Mey.) Benth.
78. Lotononis rostrata Benth.
79. Lotononis sabulosa T.M.Salter
80. Lotononis schreiberae B.-E.van Wyk
81. Lotononis sericophylla Benth.
82. Lotononis serpentinicola Wild
83. Lotononis sparsiflora (E.Mey.) B.-E.van Wyk
84. Lotononis stenophylla (Eckl. & Zeyh.) B.-E.van Wyk
85. Lotononis stricta (Eckl. & Zeyh.) B.-E.van Wyk
86. Lotononis strigillosa (Merxm. & A.Schreib.) A.Schreib.
87. Lotononis tenella (E.Mey.) Eckl. & Zeyh.
88. Lotononis tenuis Baker
89. Lotononis trichodes (E.Mey.) B.-E.van Wyk
90. Lotononis umbellata Benth.
91. Lotononis varia (E.Mey.) Steud.
92. Lotononis venosa B.-E.van Wyk
93. Lotononis viborgioides Benth.
94. Lotononis villosa (E.Mey.) Steud.
95. Lotononis viminea (E.Mey.) B.-E.van Wyk
96. Lotononis virgata B.-E.van Wyk
97. Lotononis wilmsii Dümmer

## Sinonimi
- Amphinomia DC.
- Aulacinthus E.Mey.
- Buchenroedera Eckl. & Zeyh.
- Capnitis E.Mey.
- Colobotus E.Mey.
- Krebsia Eckl. & Zeyh.
- Lapasathus C.Presl
- Leptidium C.Presl
- Leptis E.Mey. ex Eckl. & Zeyh.
- Lipozygis E.Mey.
- Polylobium Eckl. & Zeyh.
- Telina E.Mey.